# La Maison Rose

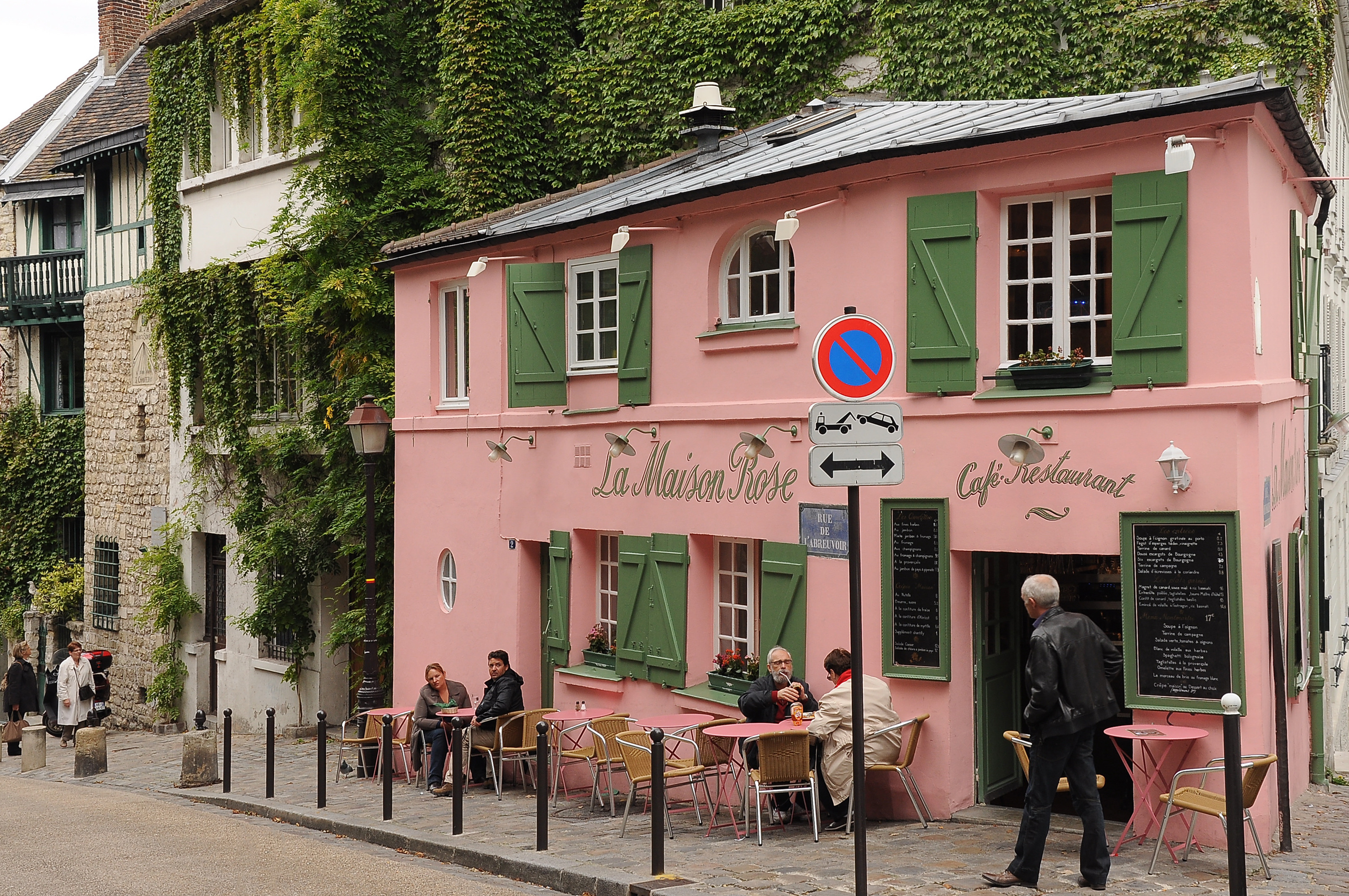
La Maison Rose.

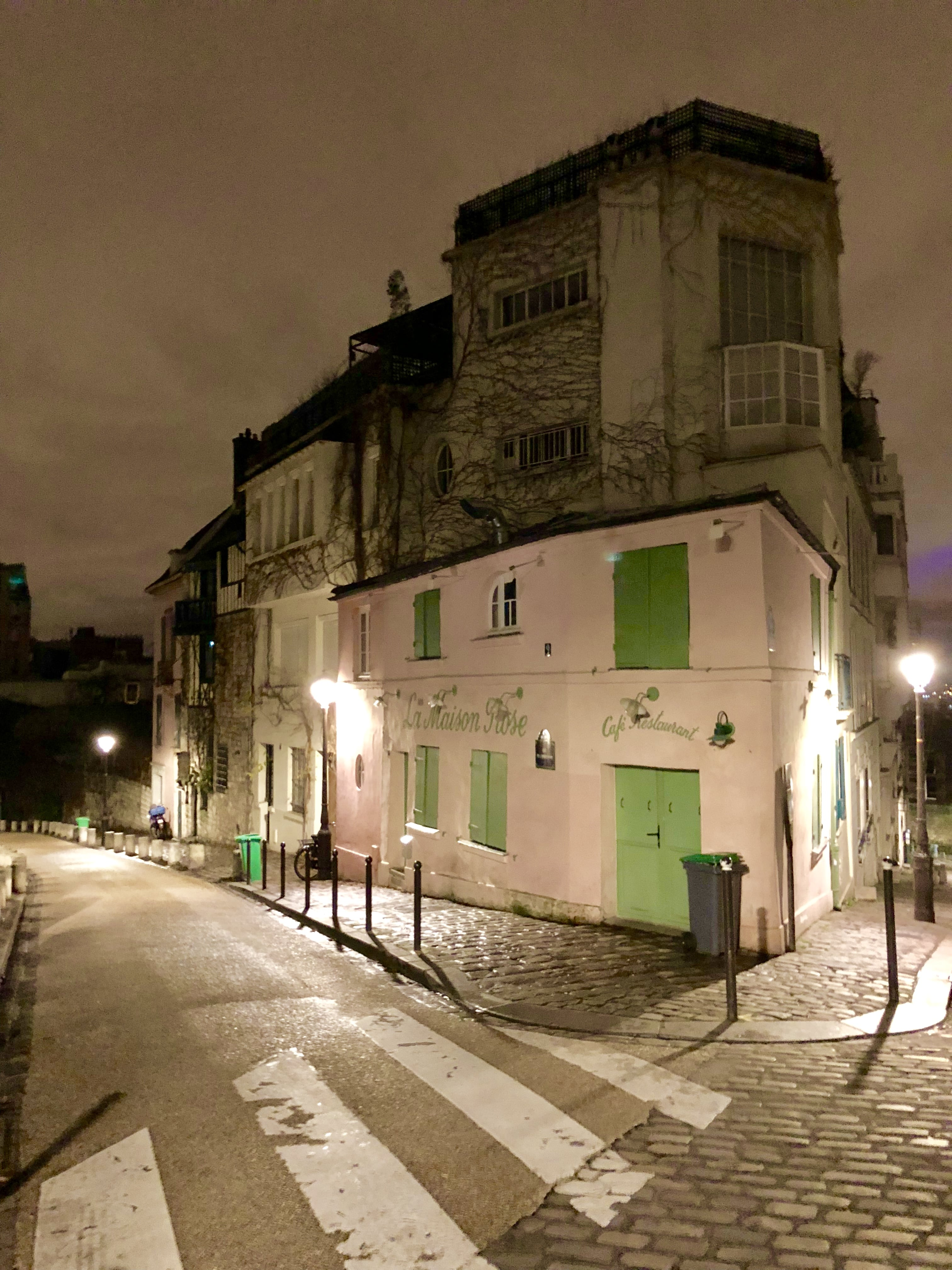
La Maison Rose om natten.

La Maison Rose är en restaurang vid Rue de l'Abreuvoir  i Quartier des Grandes-Carrières på Montmartre i Paris artonde arrondissement. La Maison Rose öppnades av Germaine Pichot år 1908 och kom genom åren att besökas av bland andra Pablo Picasso, Amedeo Modigliani, Suzanne Valadon, Maurice Utrillo, Édith Piaf, Barbara, Charles Aznavour, Claude Nougaro, Jacques Brel och Albert Camus.
I början av 1930-talet hotades restaurangen av rivning då man planerade att uppföra nya byggnader på platsen, men detta kom inte att förverkligas. En renovering genomfördes år 2018.

## Bilder
| - La Maison Rose omkring år 1910. - Sidofasaden vid Rue des Saules. |

## Kommunikationer
- Tunnelbana – linje  – Lamarck – Caulaincourt
- Busshållplats Les Vignes – Paris bussnät, linje 40